# Una notte al castello
Una notte al castello (Paris in Spring) è un film statunitense del 1935 diretto da Lewis Milestone.

## Trama
La nota cantante Simone chiede all'autista quale possa essere a Parigi un posto adatto ai suicidi, poiché il suo fidanzato Paul d'Orlando, in auto con loro, desidera togliersi la vita, dato che la donna non vuole sposarlo. L'autista propone la torre Eiffel, ai piedi della quale ferma la vettura. Paul ascende in cima al monumento, intenzionato – ma senza troppa convinzione – a gettarsi dabbasso; Simone – anch'ella senza credervi più di tanto - resta a guardarlo con un binocolo, da terra, per qualche tempo; poi, visto che non succede nulla, riparte per le proprie faccende.
All'imbrunire la diciassettenne Mignon de Charelle raggiunge il piano superiore della torre Eiffel, e fa per buttarsi giù, ma Paul la trattiene. Mignon avrebbe dovuto sposarsi il giorno stesso col cugino e fidanzato Albert, ma, presa da dubbi, rimorsi e paure aveva deciso di farla finita. Paul e Mignon, raccontatisi le vicendevoli storie, desistono dal suicidio e decidono di fare ingelosire i propri rispettivi compagni. Tornano in basso, e Mignon telefona ad Albert: tutti e quattro finiscono col ritrovarsi, la notte, nel locale notturno dove Simone si esibisce. Inseguita dalla polizia in quanto minorenne di cui si sono perse le tracce, Mignon propone a Paul di rifugiarsi nel castello della nonna, a Digione.
La nonna, la contessa de Charelle, avvertita in precedenza da un telegramma in cui Albert le aveva annunciato che il giorno stesso si sarebbe sposato con Mignon, aveva organizzato una festa di matrimonio a sorpresa. Quando si presentano la nipote con Paul, la contessa, dura d'orecchi e dalla vista corta, capisce che Mignon e Paul sono novelli sposi, e, per quanto sorpresa per gli imprevedibili modi di fare dei giovani del tempo, accoglie Paul in famiglia. Tutti gli ospiti festeggiano la coppia, credendola effettivamente sposata. Poi però, a festa finita, arrivano a Digione Simone e Albert, alla ricerca dei loro fidanzati creduti fedifraghi: ancora una volta la contessa li crede sposati, e si rallegra con sé stessa per gli inaspettati matrimoni dei nipoti.
Nella notte una serie di equivoci alimenta la gelosia di ciascuno dei quattro (Albert, Simone, Paul e Mignon), ed è solo al mattino successivo che viene in chiaro la verità. Mentre il poliziotto DuPont giunge sul posto, la contessa de Charelle – essendo venuta a sapere l'intera storia -, con un discorso pieno del senno dell'età più che matura, convince le due coppie originarie a superare i timori, le reticenze e le insicurezze che avevano portato agli avvenimenti del giorno. DuPont si ritira in buon'ordine. Le due coppie, Albert e Mignon, Simone e Paul, tornano a Parigi e si sposano, completamente riappacificate e rese più mature. 